# 双珠笋螺
双珠笋螺（学名：Terebra fenestrata），是新腹足目笋螺科笋螺属的一种。主要分布于韩国、中国大陆、台湾，常栖息在沙質浅海海底、潮下带。